# Chov slonů v Zoo Praha

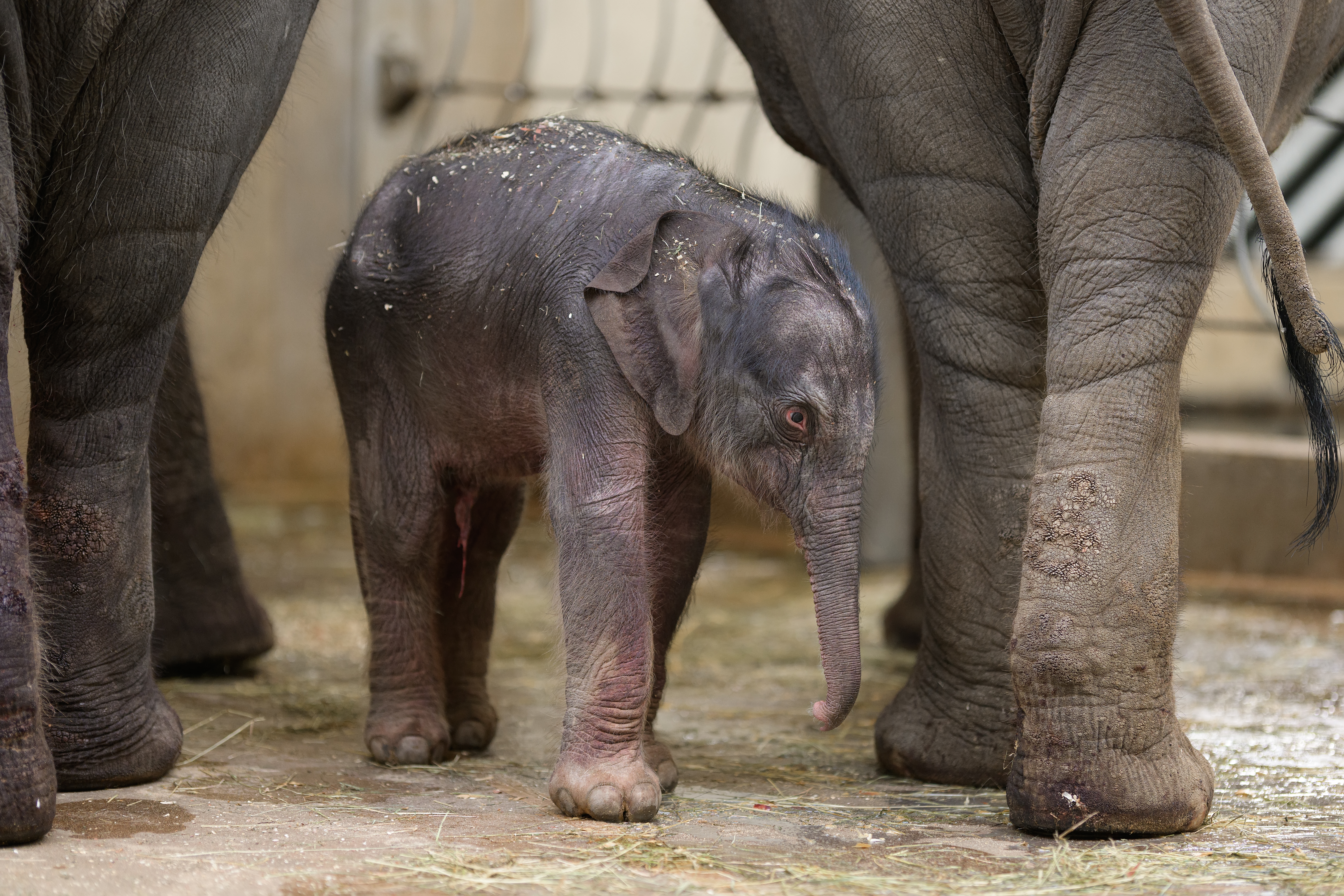
Samička slona narozená v Zoo Praha 27. 3. 2020

Zoo Praha patří k významným evropským chovatelům slonů. První slon byl do Zoo Praha dovezen dva roky po jejím otevření, tedy v roce 1933. Jednalo se zároveň o prvního slona v československých zoo.
Za celou historii chovu je v záznamech uvedeno celkem 27 jedinců tří druhů (do roku 2011, kdy se slavilo 80 let zoo, se jednalo o 17 zvířat). Do roku 2006 byly chovány smíšené skupiny více druhů. Od té doby je chována skupina indických slonů. Již historicky převažovali sloni indičtí, ale objevili se též čtyři sloni afričtí a dokonce jeden slon pralesní.
V Zoo Praha se narodilo pět mláďat, z toho čtyři byla přímo v zoo také počata. Další mládě bylo v Praze počato, ale narodilo se již v Německu. 
Současná skupina je největší v českých a slovenských zoo. Na počátku let 2019 i 2020 čítala sedm zvířat – chovného samce, čtyři samice a dvě mláďata (mladé samce). V polovině května 2019 zoo na tiskové konferenci oznámila, že samice Janita a Tamara jsou opět březí. Narození dalších dvou mláďat bylo očekáváno přibližně na přelomu března a dubna 2020. První z mláďat (Lakuna, dcera Tamary) přišlo na svět 27. března 2020 v ranních hodinách. Dcera Janity, později pojmenovaná Amalee, se narodila 9. května 2020. V květnu 2020 se tedy skupina rozrostla na 9 členů. Amalee v roce 2023 zemřela. V roce 2024 nastal čas přesunout již odrostlé sloní samce Maxmiliána s Rudolfem do nových mládeneckých skupin mimo pražskou zoo.

## Expozice slonů
Sloni byli v průběhu historie Zoo Praha postupně chováni na třech místech. První dvě místa se nacházela v dolní části zoo, teprve od roku 2012 jsou sloni chováni v horní části zoo, která není ohrožena povodněmi.

### První pavilon slonů
První stavba určená pro slony vznikla v dolní části zoo, nedaleko od hlavního vchodu, v místech současné expozice lemurů kata. V této etapě chovu byla k vidění max. dvě zvířata.

### Pavilon velkých savců
Pavilon byl vybudován v letech 1963–1971. Roku 1973 byl zpřístupněn veřejnosti. V době vzniku se jednalo o největší stavbu v československých zoo. Od počátku však byly se stavbou problémy, se zoo byla výstavba konzultována velmi málo. Navíc se jednalo údajně o první povrchovou stavbu podniku Výstavba kladenských dolů. Původně byl věnován chovu zejména slonů, hrochů a nosorožců. Objevili se však i hrošíci liberijští či tapíři. V době největšího rozvoje zde bylo chováno až sedm slonů, a to ve dvou druzích. V současnosti (2019) slouží stavba z velké části jako zázemí, část je věnována chovu plazů jako expoziční terárium. V území někdejších sloních výběhů se nalézá tzv. Rezervace Bororo, což je hrací komplex nejen pro děti doplněný o kavárnu a amfiteátr s ukázkou výcviku zvířat.

### Údolí slonů
Současným ubytováním pro slony v Zoo Praha je expoziční komplex Údolí slonů. Výstavba proběhla v letech 2010 až 2013 a vyžádala si částku 346 mil. Kč. Také v tomto případě se jednalo o nejdražší stavbu historie zoo. Pavilon je určen až pro deset slonů a navazuje na něj trojice výběhů o celkové ploše přes 0,8 ha. Návštěvníci se v rámci naučných stezek mají možnost seznámit s rolí slonů v asijské kultuře. V této expozici se narodila všechna pražská mláďata.

## Přehled jedinců

### Pražská sloní skupina v červenci 2024
- chovný samec Ankhor[12]
- chovná samice Janita
- chovná samice Tamara ... slonice Janita s Tamarou přijely ze Srí Lanky v říjnu 2012[13]
- samice Shanti[14]
- samice Gulab, v červnu 2024 oslavila 65. narozeniny (druhá nejstarší slonice v Evropě) a 58 let života v pražské zoo[15]
- samička Lakuna (Ankhor + Tamara)

### Slůňata narozená v Praze
1) 11. 2. 2013 Sita (dcera Donny), narozená v Praze, počatá v Nizozemsku. Žije v Zoo Osnabrück.
2) 5. 4. 2016 Maxmilián (Max) – otec Mekong, matka Janita, narozen i počat v Praze. V červenci 2024 přesunut do Antverp v Belgii.
3) 7. 10. 2016 Rudolf (Rudi) – otec Ankhor, matka Tamara, narozen i počat v Praze. V dubnu 2024 přesunut do Pombia Safari Park v severní Itálii.
4) 27. 3. 2020 Lakuna (Ankhor + Tamara), narozená i počatá v Praze. Žije v Zoo Praha.
5) 9. 5. 2020 Amalee (Ankhor + Janita), narozená i počatá v Praze. V lednu 2023 zemřela.
| Jméno slona           | Pohlaví | Druh (poddruh)                | Pobyt v Zoo Praha | Poznámky |
| --------------------- | ------- | ----------------------------- | ----------------- | --- |
| Baby                  | samec   | slon indický (slon cejlonský) | 1933–1951         | první slon v historii Zoo Praha, příchod v červenci 1933 ze Srí Lanky |
| Jumba                 | samice  | slon indický                  | 1951–1953         | pobyt v zoo 2 roky a 4 měsíce, s Babym byli chováni odděleně |
| Duňa                  | samice  | slon indický                  | 1952–1960         | |
| Petr I.               | samec   | slon africký                  | 1954–1965         | |
| Pepík                 | samec   | slon indický                  | 1956              | dar vietnamské vlády, pobyt 3 měsíce (umístěn v horní části zoo, nikoliv s ostatnímy slony), poté přesun do Zoo Ostrava |
| Gulab                 | samice  | slon indický                  | 1966–             | *1959 v Indii, ve stájích pracovních slonů, nejstarší dosud žijící slon v Zoo Praha |
| Svádhín               | samec   | slon indický                  | 1968–1970         | Uhynul dne 13. 3. 1970 na otravu solí. |
| Petr II.              | samec   | slon africký                  | 1969–1977         | Utracen dne 15. 3. 1977 ve věku 10 let; stalo se tak poté, co napadl a usmrtil svého ošetřovatele Jiřího Černohorského. |
| Sabi                  | samice  | slon africký                  | 1970–2004         | Odešla dne 29. 3. 2004 do Zoo La Fleche, kde 12. 5. 2005 uhynula poté, co ji napadla exdvorská africká slonice Katka, následkem čehož nešťastně spadla na kámen. |
| Arba                  | samice  | slon africký                  | 1971–1983         | |
| Sundari               | samice  | slon indický (slon cejlonský) | 1971–1981         | dar srílanské vlády |
| Kadíra                | samec   | slon indický (slon cejlonský) | 1971–2002         | dar srílanské vlády, utracen při povodni 2002 |
| Jimbo                 | samec   | slon pralesní                 | 1972–1976         | Jediný slon pralesní v tehdejší východní Evropě, uhynul dne 27. 7. 1976. |
| Shanti                | samice  | slon indický                  | 1977–             | *1976 v Indii, před příchodem do zoo v majetku Filmového studia Barrandov, hrála ve filmu Pan Tau v oblacích, malovala abstraktní obrazy |
| Praya                 | samice  | slon indický                  | 2003–2005         | Přišla jako deponát ze Zoo Münster v Německu dne 16. 9. 2003. 8. 11. 2005 odešla do Zoo Amiens ve Francii dělat společnost tehdy osamělé samici. |
| Naing Thein (Nagatan) | samec   | slon indický                  | 2003–2009         | odchod do Zoo Lipsko, výměna sloních samců s touto německou zoo |
| Mekong                | samec   | slon indický                  | 2009–2014         | *1982 ve Vietnamu, příchod ze Zoo Lipsko, odchod v prosinci 2014 do Zoo Artis Amsterdam, otec Maxmiliána |
| Donna                 | samice  | slon indický                  | 2012–2017         | příchod v květnu 2012 z Rotterdamu, matka prvního v Praze narozeného mláděte (počaté však ještě v Rotterdamu), odchod do Zoo Osnabrück v březnu 2017 |
| Tonya                 | samice  | slon indický                  | 2012–2013         | příchod v květnu 2012 z Rotterdamu s matkou Donnou, úhyn v prosinci 2013 na akutní bakteriální infekci způsobenou hemolytickou E. coli |
| Janita                | samice  | slon indický (slon cejlonský) | 2012–             | *2004 na Srí Lance, matka Maxe a Amalee (samičky narozené 9. 5. 2020) |
| Tamara                | samice  | slon indický (slon cejlonský) | 2012–             | *2005 na Srí Lance, matka Rudiho a Lakuny (samičky narozené 27. 3. 2020) |
| Sita                  | samice  | slon indický                  | 2013–2017         | *2013 v Zoo Praha, první v Praze narozené slůně, dcera Donny |
| Ankhor                | samec   | slon indický                  | 2014–             | *1983 v Barmě, příchod z Tierparku Berlin, kde byl od konce 80. let. 20. století, otec Rudiho, Lakuny a Amalee |
| Maxmilián (Max)       | samec   | slon indický                  | 2016–2024         | *5. 4. 2016 v Zoo Praha, první v Praze narozené i počaté slůně, matka Janita 17. 7. 2024 odešel do Zoo Antwerpy v Belgii. |
| Rudolf (Rudi)         | samec   | slon indický                  | 2016–2024         | *7. 10. 2016 v Zoo Praha, druhé v Praze narozené i počaté slůně, matka Tamara 17. 4. 2024 odešel do Safari parku Pombia v Itálii. |
| Lakuna                | samice  | slon indický                  | 2020–             | *27. 3. 2020 v Zoo Praha, třetí v Praze narozené i počaté slůně, matka Tamara, otec Ankhor, v den narození váha 92 kg (průměrná porodní váha pro samičku), ve venkovním výběhu prvně 5. 4. 2020, v době narození druhé samičky v květnu 2020 váha 138 kg, 7. 7. 2020 váha 204 kg (shodná s nevlastní sestrou) |
| Amalee                | samice  | slon indický                  | 2020–2023         | *9. 5. 2020 v Zoo Praha, čtvrté v Praze narozené i počaté slůně, matka Janita, otec Ankhor, v den narození váha 124 kg, 7. 7. 2020 váha 204 kg (shodná s nevlastní sestrou) Uhynula ze dne na den 27. 1. 2023, příčinou úmrtí byl herpes virus.                                                               |